# Rihanna

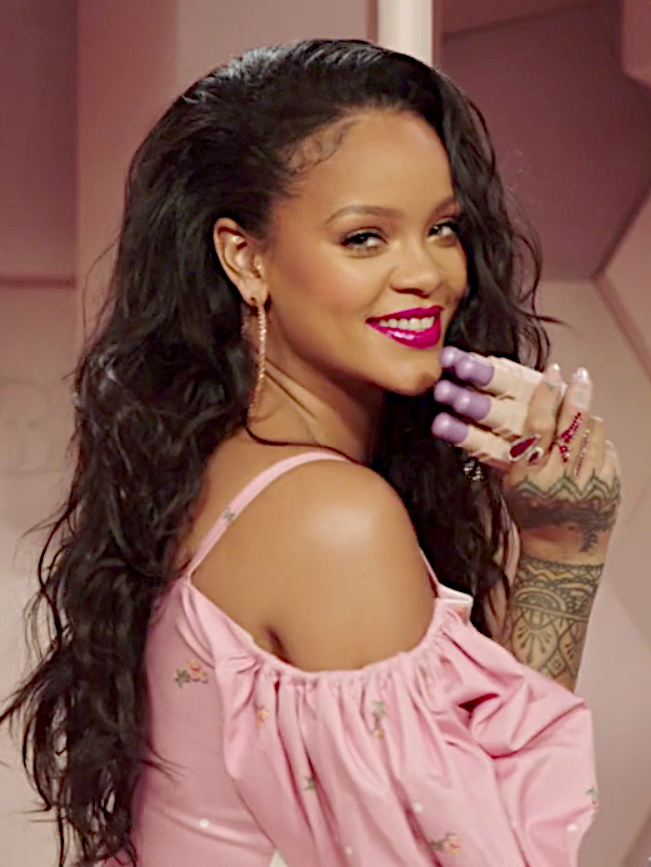
Rihanna (2018)

Robyn Rihanna Fenty (* 20. Februar 1988 in Saint Michael) ist eine barbadische R&B- und Pop-Sängerin, Schauspielerin, Modedesignerin und Unternehmerin. Sie verkaufte mehr als 250 Millionen Tonträger (Stand: Juli 2021) und gehört damit zu den erfolgreichsten Künstlern weltweit. 2012, 2013 und 2017 war sie die meistgestreamte Musikerin auf Spotify.
2021 wurde sie mit einem Vermögen von rund 1,7 Milliarden US-Dollar zur reichsten Musikerin erklärt. Sie wurde 2012 von Forbes und Time in die Liste der einflussreichsten Personen aufgenommen, 2012 von Billboard zur Künstlerin des Jahrzehnts gekürt und 2013 bei den American Music Awards als „Musik-Ikone“ ausgezeichnet. Sie erhielt neun Grammys und 2016 von MTV den Michael Jackson Video Vanguard Award für ihren Einfluss in der Musikindustrie. Außerdem ist sie Gründerin und Inhaberin des Kosmetikunternehmens Fenty Beauty, ihrer eigenen Lingerie-Linie Savage X Fenty und des Modelabels Fenty.

## Privatleben

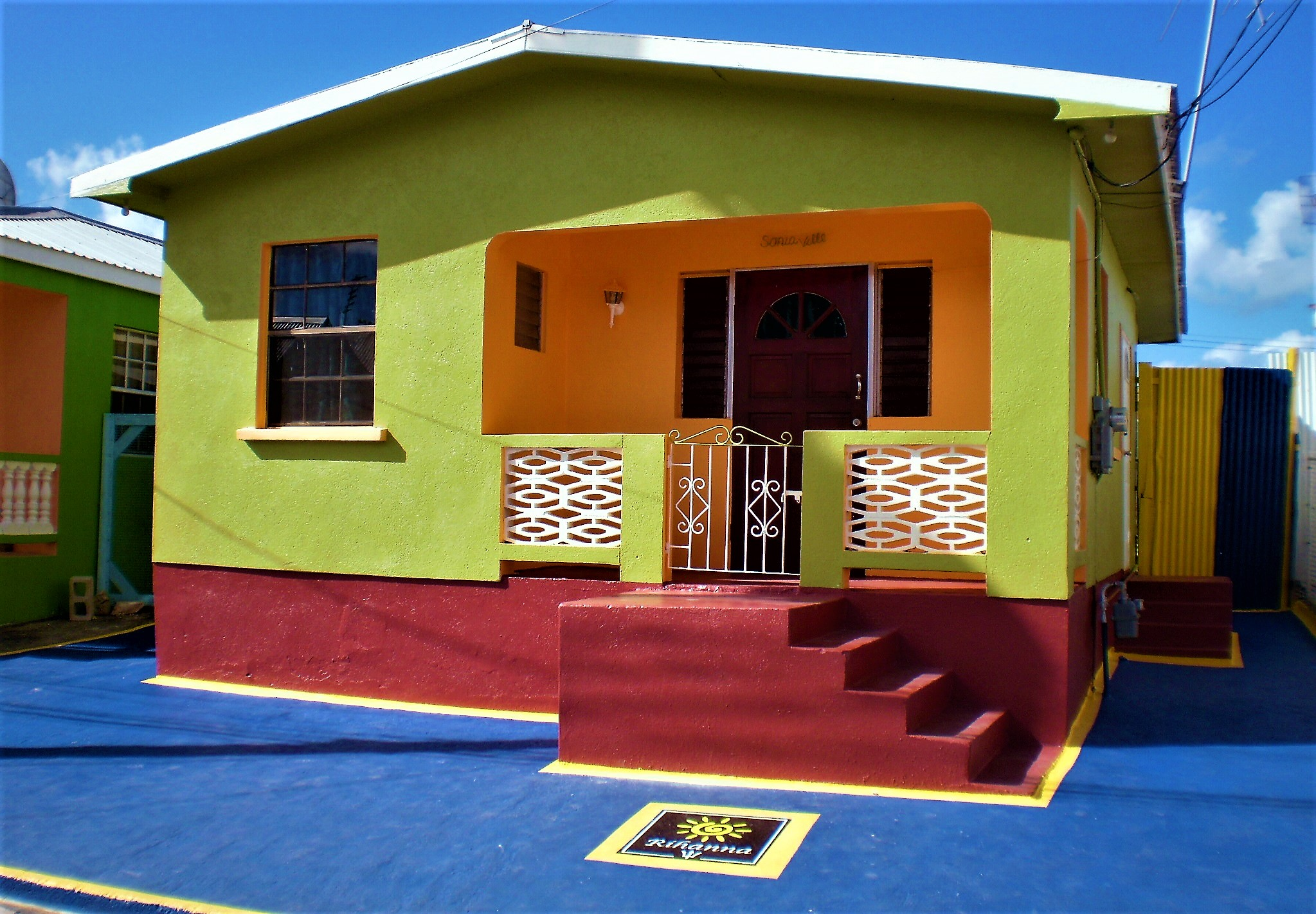
Rihannas Elternhaus in Bridgetown

Rihanna wurde 1988 im Parish Saint Michael auf Barbados geboren und wuchs in der Hauptstadt Bridgetown auf. Ihre Mutter Monica Braithwaite (* 1969) ist Buchhalterin aus Guyana, ihr Vater Ronald Fenty (1954–2025) arbeitete als Lagerarbeiter in einer Bekleidungsfabrik und war irischer und barbadischer Abstammung. Während ihrer Kindheit konsumierte ihr Vater Drogen und verprügelte die Mutter. 2004 wurde die Ehe der Eltern nach 14 Jahren geschieden.  Sie hat zwei jüngere Brüder sowie drei Halbgeschwister väterlicherseits, die aus verschiedenen Beziehungen ihres Vaters stammen. 
Rihanna besuchte auf Barbados zunächst die Charles F. Broome Memorial School und später die weiterführende Combermere School. 2004 nahm sie an einem Schönheitswettbewerb der Schule teil und wurde zur Miss Combermere School gewählt. Als Jugendliche nahm sie an einem militärischen Programm teil, bei dem sie mit dem Militär von Barbados trainierte. Ihre Ausbildungsleiterin war die Sängerin Shontelle. Rihannas Muttersprachen sind Englisch und Bajan Kreol, eine auf Englisch basierende Kreolsprache mit afrikanischen und britischen Einflüssen, die auf der Karibikinsel Barbados gesprochen wird.
Von 2007 bis 2009 war Rihanna mit dem Sänger Chris Brown liiert. Die Beziehung endete nach einer gewalttätigen Auseinandersetzung im Februar 2009. Im März 2009 wurde Brown wegen Körperverletzung und Bedrohung angeklagt. Während der Verhandlung bekannte er sich nach einer Absprache mit dem Richter im Anklagepunkt Körperverletzung schuldig und wurde zu fünf Jahren Freiheitsstrafe auf Bewährung verurteilt.
Mit dem Rapper Drake führte sie von 2009 bis 2016 eine On-Off-Beziehung. Von 2017 bis Januar 2020 war sie mit dem saudi-arabischen Unternehmer Hassan Jameel zusammen. Seit Dezember 2020 ist sie mit dem US-Rapper A$AP Rocky liiert. Der Beziehung entstammen zwei Söhne, die 2022 und 2023 geboren wurden.

## Karriere

### Musikalische Entdeckung
2003 gründete Rihanna mit zwei Klassenkameradinnen eine Mädchenband, die im selben Jahr dem Produzenten Evan Rogers vorgestellt wurde. Nachdem die Band vorgesungen hatte, wurde Rihanna noch einmal alleine ins Zimmer gebeten und sang den Song Emotion von Destiny’s Child. Mit Hilfe von Carl Sturken und Rogers entstand eine Demo-CD aus vier Songs. Dazu gehörten die Ballade Last Time, eine Coverversion von Whitney Houstons Hit Saving All My Love for You und Rihannas erste Single Pon de Replay. Nachdem die CD an verschiedene Plattenfirmen geschickt worden war, nahm sie das Label Def Jam nach einem Vorsingen bei CEO Jay-Z in New York City unter Vertrag.

### 2005–2008: Karrierebeginn und weltweiter Durchbruch
Nachdem sie einen Vertrag bei Def Jam Recordings unterschrieben hatte, nahm sie in den nächsten drei Monaten ihr Debütalbum Music of the Sun auf. Als Produzenten und Songschreiber waren unter anderem Evan Rogers, Carl Sturken, Stargate und Poke & Tone tätig. Die im Juli 2005 vorab veröffentlichte Single Pon de Replay erreichte Platz 2 der amerikanischen Billboard Hot 100 und der britischen Singlecharts und wurde weltweit ein Erfolg. Im Oktober 2005 begannen die Arbeiten an ihrem zweiten Album A Girl Like Me, dessen Single SOS Rihannas erster Nummer-eins-Hit in den USA wurde. Als zweite Single wurde Unfaithful veröffentlicht, die ebenfalls weltweit erfolgreich wurde. Die Single erreichte in 18 Ländern die Top 10 der Charts und in Kanada und der Schweiz Platz eins.

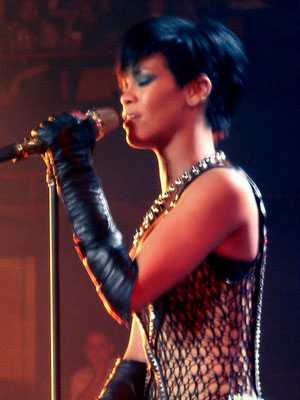
Rihanna (2008)

Im Juni 2007 erschien das Album Good Girl Gone Bad, das ein internationaler Top-10-Hit wurde. Damit die damals 18-jährige Rihanna möglichst viel Zeit in ihrer Heimat Barbados verbringen konnte, wurden große Teile des Albums im Tonstudio von Deepu Panjwani in Bridgetown aufgenommen. Mit über neun Millionen verkauften Tonträgern weltweit wurde es ihr bisher erfolgreichstes Album. Die erste Single-Auskopplung Umbrella verkaufte sich über sechs Millionen Mal und gehört zu den erfolgreichsten Hits weltweit. Sie erhielt dafür ihren ersten Grammy. 
Es wurden weitere Singles ausgekoppelt, darunter Shut Up and Drive, Hate That I Love You und Don’t Stop the Music, der ihr zweiter Nummer-eins-Hit in Deutschland wurde. Es folgte ihre Good Girl Gone Bad Tour, die sich bis zum Januar 2009 hinzog. Take a Bow und Disturbia schossen in den USA an die Chartspitze und verkauften sich weltweit sehr erfolgreich. Im November 2008 veröffentlichte Rapper T.I. die Single Live Your Life aus seinem Album Paper Trail. Der Song, bei dem er mit Rihanna zusammenarbeitete, erreichte Platz 1 der US-Singlecharts.

### 2009–2011: Jährliche Veröffentlichungen
Im Dezember 2008 nahm Rihanna Demosongs für ihr viertes Album auf. Das ursprüngliche Konzept wurde nach einer gewalttätigen Auseinandersetzung mit ihrem damaligen Freund Chris Brown im Februar 2009 verworfen, der Vorfall und die Beziehung zu Brown hatten Einfluss auf die Entstehung des Albums. So arbeitete sie bei diesem Album mit Ne-Yo, Justin Timberlake, Chase & Status, Stargate, The-Dream, Brian Kennedy und James Fauntleroy II zusammen. Zum ersten Mal schrieb Rihanna selbst an Texten mit, war bei einigen Songs als Co-Produzentin tätig, und sie durfte das Konzept des Albums selbst bestimmen. Im November erschien das Album Rated R. Es verkaufte sich über drei Millionen Mal. Rihanna bekam durchweg gute bis sehr gute Kritiken, da es „eine ernstere, erwachsenere Rihanna zeigt, die etwas zu sagen hat“.

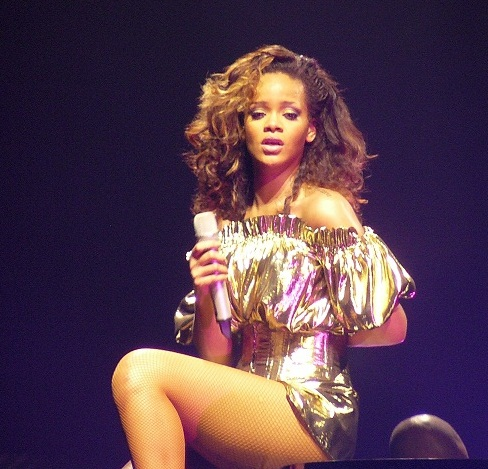
Rihanna (2011)

Die dritte Singleauskopplung, Rude Boy, wurde im März 2010 in Deutschland veröffentlicht und belegte Platz 4. In England schaffte es Rude Boy bereits einen Monat vor der offiziellen Veröffentlichung in die Charts, kurz darauf in die Top 3. In den USA erreichte der Song die Top Ten, und zwei Wochen später auf Platz 1, wodurch Rihanna ihren sechsten Nummer-1-Hit landete. Im April startete Rihanna in Europa ihre zweite Welttournee, die Last Girl on Earth Tour. Im Juli 2010 stieg der Song Love the Way You Lie, eine Zusammenarbeit mit Rapper Eminem, die auf seinem Album Recovery zu finden ist, nach zwei Wochen vom zweiten auf den ersten Platz der Billboard Hot 100 und wurde Rihannas siebter Nummer-1-Hit. In den UK-Charts erreichte er den zweiten Platz. In Australien, Kanada, Neuseeland, Irland und Deutschland erreichte er ebenfalls Platz 1 der Singlecharts.
Im November 2010 erschien Rihannas fünftes Album Loud. Das Album konnte Platz eins der UK- und der Schweizer Albumcharts erreichen und war international in zahlreichen Top-10-Listen vertreten. Es verkaufte über acht Millionen Einheiten. Die Singles Only Girl (In the World), What’s My Name? und S&M waren ein weltweiter Erfolg und wurden Nummer-eins-Hits in den USA. Im Juni 2011 startete sie die Loud Tour, die sie von Nordamerika über ihr Herkunftsland Barbados und mit einigen Konzerten in Südamerika nach Europa führte. Ende August 2010 begannen die Dreharbeiten zum Action-Film Battleship. Rihanna spielte in diesem Film eine Nebenrolle als Petty Officer Raines, für die sie 2013 die Goldene Himbeere als schlechteste Nebendarstellerin erhielt. Der Film kam im April 2012 in die Kinos.
Rihannas sechstes Studioalbum Talk That Talk erschien im November 2011. Die erste Auskopplung We Found Love belegte in Deutschland, der Schweiz, Großbritannien sowie in den USA Platz eins der Charts. Das Stück zählt zu den erfolgreichsten Songs im Jahre 2011 weltweit und wurde ebenfalls mit einem Grammy ausgezeichnet.

### 2012–2014: AlbumUnapologeticund Einstieg ins Modebusiness

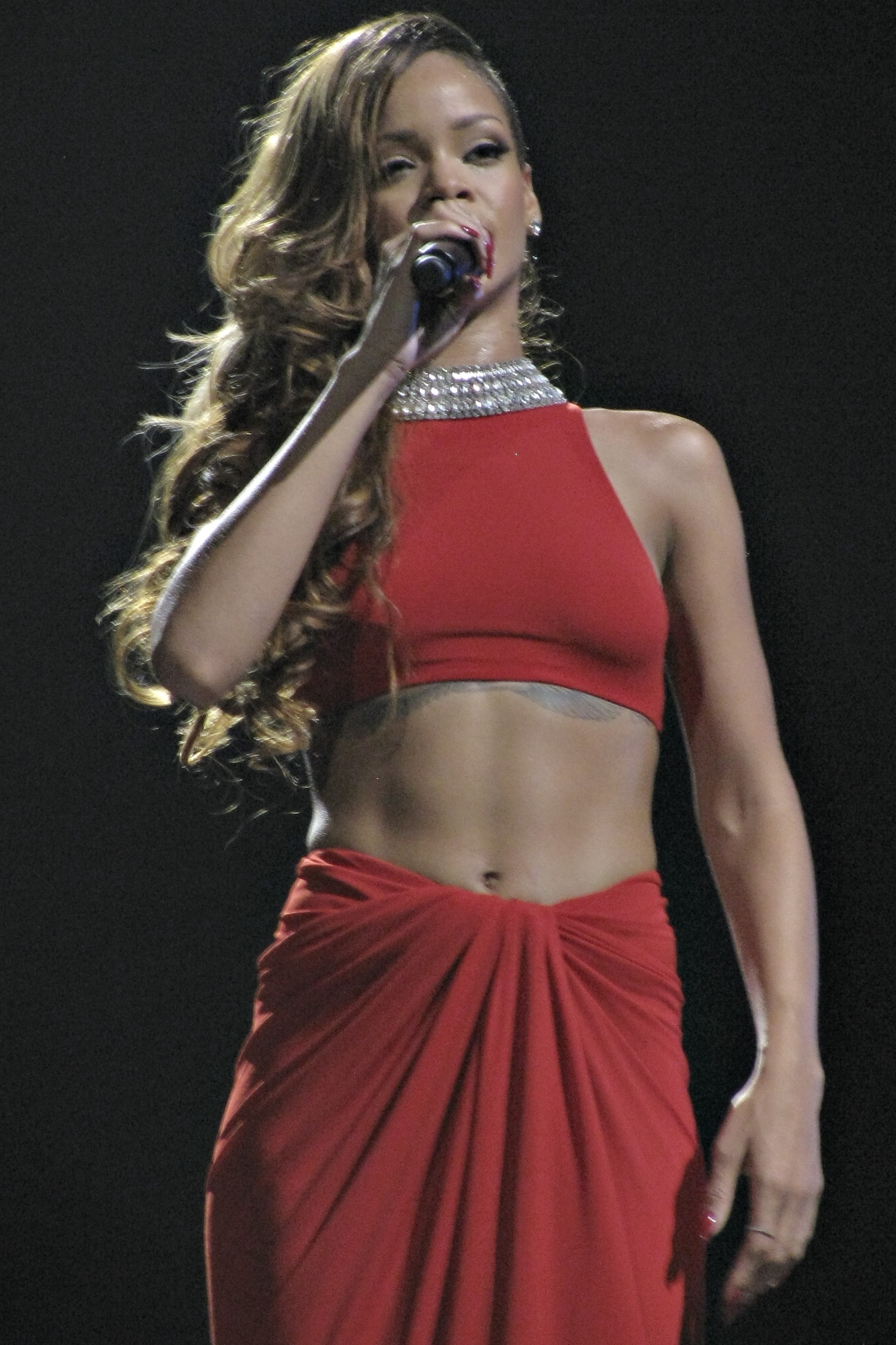
Rihanna (2013)

Die erste Singleauskopplung ihres siebten Albums Unapologetic erschien im November 2012 und heißt Diamonds. Der Song erreichte in über 20 Ländern z. B. Deutschland, Österreich, Frankreich und Großbritannien die Spitze der Singlecharts. Die zweite Singleauskopplung Stay, die Rihanna gemeinsam mit dem Sänger Mikky Ekko singt, erschien im Februar 2013 und erreichte in zahlreichen Ländern die Top 5 der Charts.
Unapologetic erreichte in der Schweiz, Großbritannien und den USA Platz 1. In Deutschland schaffte es das Album auf Platz 3 und in Österreich auf Platz 5. Das Album verkaufte sich in der ersten Woche besser als alle anderen Alben von Rihanna zuvor. Für das Album bekam Rihanna ihren siebten Grammy. Im Februar 2013 entwarf Rihanna vier Modekollektionen für den britischen Kleidungshersteller River Island. Außerdem brachte sie gemeinsam mit MAC Cosmetics Kosmetikprodukte heraus.
Im März 2014 erschien Rihanna zum dritten Mal auf der Titelseite der amerikanischen Vogue und erhielt im Juni 2014 von der Chefredakteurin Anna Wintour den Preis als „Stil-Ikone“. Die Jury des CFDA setzt sich aus über 450 Modeprofis wie Designern, Stylisten und Journalisten zusammen. Der Chef der Jury, Steven Kolb, begründet die Wahl so: „Rihanna ist die aufregendste Moderepräsentantin unserer Zeit und hat einen großen Einfluss auf die Fashionbranche sowie auf die Pop-Kultur.“ Im Sommer 2014 trat sie gemeinsam mit Eminem in ausverkauften Stadien in den Vereinigten Staaten auf.

### 2015–2016: Puma, AnimationsfilmHomeund AlbumANTI

Rihanna (2016)

Mitte März 2015 wurde bekanntgegeben, dass Rihanna das neue Werbegesicht für die Modemarke Dior wird. Sie wurde außerdem Pumas weltweite Botschafterin für „Women’s Training“ und Kreativdirektorin. Seit 2015 arbeitet sie auch für die amerikanische Unterwäsche- und Sockenmarke Stance. Im Februar 2015 veröffentlichte Rihanna den Song Towards the Sun, der Teil des Soundtracks des Animationsfilms Home – Ein smektakulärer Trip von Dreamworks Animation ist. In diesem Film leiht sie ihre Stimme der Hauptrolle. Der Film erschien im März 2015 und spielte insgesamt – wenn auch von Filmkritikern nur wenig gelobt – 386 Millionen US-Dollar ein. Auf dem Soundtrack, dessen Executive Producer sie ist, befinden sich mit As Real as You and Me und Dancing in the Dark zwei weitere Songs von Rihanna.
Sie veröffentlichte drei Songs, um ihr achtes Studioalbum zu bewerben. FourFiveSeconds mit Kanye West und Paul McCartney wurde im Januar 2015 veröffentlicht und erreichte die Top 5 der Charts in vielen Ländern. Im März wurde der Song Bitch Better Have My Money veröffentlicht. Große Aufmerksamkeit bekam das Lied nach Veröffentlichung des eine blutige Entführungsgeschichte erzählenden Musikvideos, in dem Schauspieler Mads Mikkelsen eine Rolle spielt. Im April wurde der dritte Song American Oxygen auf Tidal, der Streaming-Plattform des Musikers Jay-Z, deren Miteigentümerin Rihanna ist, veröffentlicht. Für das Musikvideo des Songs erhielt sie eine Nominierung bei den MTV Video Music Awards 2015 in der Kategorie für das „Beste Video mit sozialer Botschaft“.
Im Januar 2016 erschien die Single Work mit dem kanadischen Rapper Drake. Das Stück erreichte in den Vereinigten Staaten Platz 1 der Charts und wurde Rihannas vierzehnter Nummer-eins-Hit. Ihr achtes Studioalbum Anti wurde kostenlos als Download und zum Stream bereitgestellt. Das Album stieg auf Platz 1 der amerikanischen Billboard Hot 100 ein. Durch die hohen Verkaufs- und Downloadzahlen wurde das Album bereits nach wenigen Tagen in den USA mit Platin ausgezeichnet. Des Weiteren wurden alle Singleauskopplungen von Anti mit mindestens einmal Platin in den USA ausgezeichnet. Außerdem brachte ihr das Album acht Grammy-Nominierungen, unter anderem in den Kategorien „Aufnahme des Jahres“ für das Lied Work, „Bestes Urban Contemporary Album“ und weitere Nominierungen in den Bereichen R&B/Soul für die Songs Kiss It Better und Needed Me.
Im selben Jahr stellte Rihanna ihre Kollektion Fenty x Puma vor, die in Zusammenarbeit mit dem Sportartikelhersteller Puma entstand. Im April 2016 erschien der Song This Is What You Came For, eine Zusammenarbeit mit dem schottischen DJ Calvin Harris, der ein weltweiter Top-5-Hit wurde. In Deutschland erreichte dieser die Top 5 und in den USA sowie in Großbritannien Platz 3 und 2.

### 2017–2021: Filmauftritte, Mode- und KosmetikunternehmenFenty
Im Februar 2017 wurde die 5. Staffel von Bates Motel ausgestrahlt, in der Rihanna eine Nebenrolle spielt. Ebenso hatte sie im Kinofilm Valerian – Die Stadt der tausend Planeten neben Cara Delevingne eine kleine Rolle. Im September gründete Rihanna ihre Kosmetikunternehmen Fenty Beauty, das Make-up für verschiedene Hauttöne anbietet. Im Mai stellte sie ein Unterwäschelabel namens Savage X Fenty vor. Im September folgte ihre erste Modenschau auf der New York Fashion Week, auf der sie schwangere Models präsentierte.
Im Juni 2018 spielte sie im Heist-Film Ocean’s 8 neben Sandra Bullock, Cate Blanchett und Anne Hathaway eine Gangsterin namens Nine Ball. Seit April 2019 ist Rihanna neben dem Schauspieler Donald Glover im Thriller Guava Island beim Streaming-Dienst Amazon Prime Video zu sehen. Die Premiere des Films fand auf dem Coachella-Festival statt. Gemeinsam mit dem französischen Luxusgüterkonzern LVMH gründete Rihanna im Mai 2019 in Paris ihr eigenes Modelabel namens Fenty. Die erste Kollektion enthält Sonnenbrillen, Schmuck und Schuhe. Sie ist die erste Frau, die für LVMH eine Marke entwickelt hat und die erste schwarze Chefdesignerin an der Spitze eines Modehauses.
Im September wurde die zweite Savage X Fenty Show auf der New York Fashion Week gezeigt, die Show wird auf Amazon Prime Video ausgestrahlt, und die Unterwäsche wird bei Amazon angeboten. Im Oktober erschien im Verlag Phaidon ihre Autobiografie mit dem Titel Rihanna. Im Dezember wurde sie vom British Fashion Council bei den British Fashion Awards in London für ihr Modelabel Fenty mit einem Preis ausgezeichnet. Im Juli 2020 hat Rihanna ihre Hautpflege-Linie unter den Namen Fenty Skin veröffentlicht. Im Oktober 2021 wurde die dritte Savage X Fenty Show zum Stream auf Amazon Prime Video ausgestrahlt.

### Seit 2022:Black Panther: Wakanda ForeverSoundtrack & Halbzeit-Show beim Super Bowl
Ihre vierte Savage X Fenty Show wurde im Oktober 2022 von Amazon Prime Video ausgestrahlt. Im selben Monat hat sie den Titelsong Lift Me Up für den Film Black Panther: Wakanda Forever veröffentlicht. Das Stück war ihre erste musikalische Veröffentlichung seit sechs Jahren. Im Januar 2023 wurde der Titel für einen Golden Globe und für einen Oscar als „Bester Filmsong“ nominiert.
Im Februar 2023 trat sie nach einigen Jahren Bühnenpause als Sängerin beim Super Bowl LVII in Glendale auf. Im März wurde bekanntgegeben, dass sie mit ihrem Unternehmen Fenty wieder mit dem Sportartikelhersteller Puma zusammenarbeitet.
Im Juli 2025 wurde der Film Die Schlümpfe: Der große Kinofilm im Kino veröffentlicht, bei der sie Schlumpfine ihre Synchronstimme geliehen hat. Außerdem hat sie bei dem Film auch als Produzentin mitgearbeitet.

## Musik

### Musikalischer Stil und Gesang

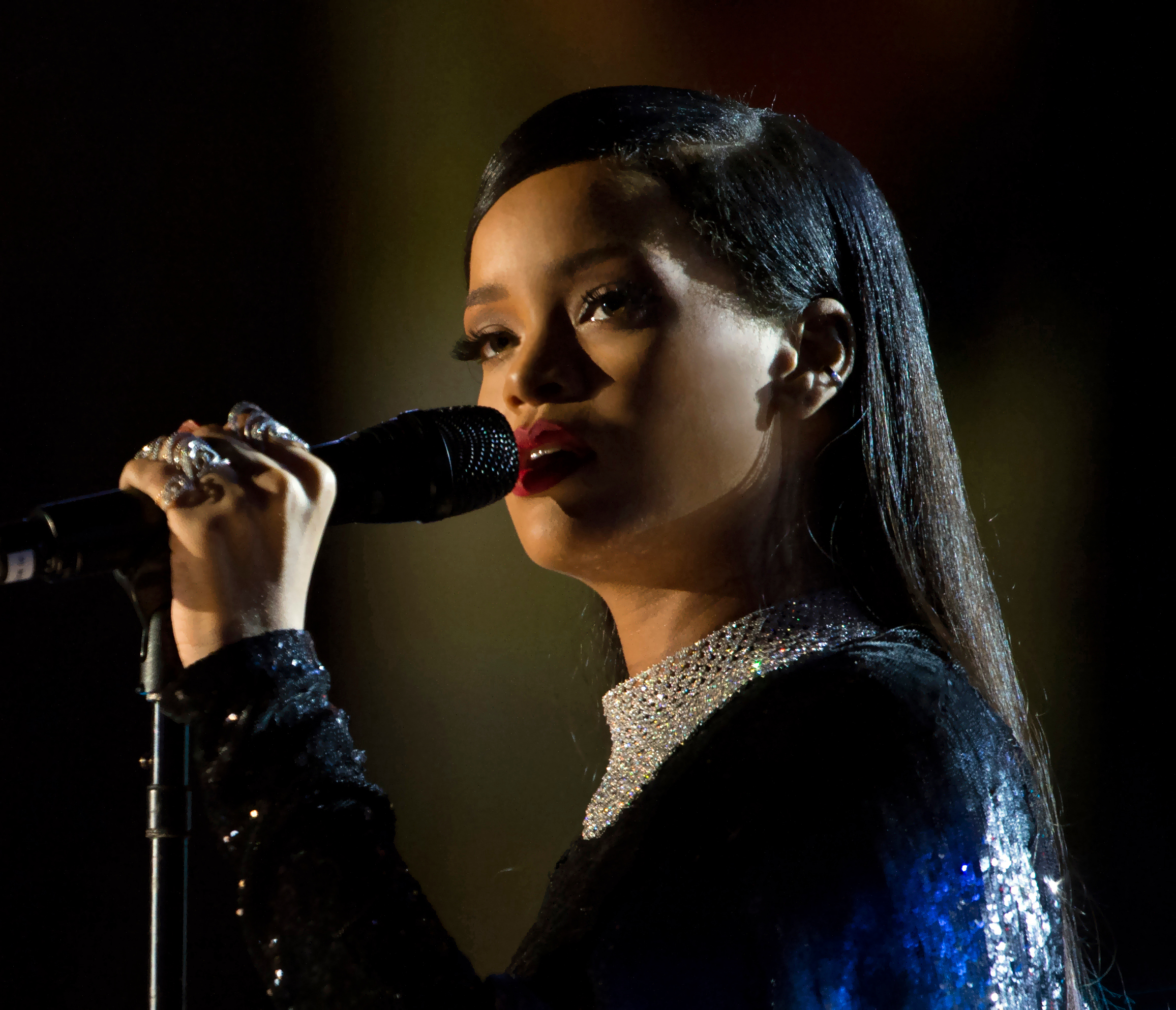
Rihanna (2014)

Rihanna vermischt R&B-Musik mit Elementen aus der karibischen Musik wie Reggae und Dancehall. Dabei „verschmilzt ihr Stil karibische Rhythmen mit gewöhnlichen Elementen des Dance-Pops“.
Ihr Debütalbum enthielt Produktionen von den Entdeckern Rihannas, Evan Rogers und Carl Sturken, wie etwa die von traditionellem Reggae und Dance-Pop geprägte Debütsingle Pon de Replay. Die gleichen Musikstile finden sich auf ihrem zweiten Musikalbum. Rihanna stieg dann in die Pop- und R&B-Musik ein. Das Musikproduzententeam Stargate und Ne-Yo produzierte unter anderem ihren Hit Unfaithful. Mit Liedern wie Kisses Don’t Lie und Shut Up and Drive orientierte sich der Musikstil mehr am Rock. Das dritte Album Good Girl Gone Bad ist eher dem Dance-Pop zuzuordnen als dem Dancehall- und Reggae-Stil der vorigen Alben.
Die meisten ihrer von Stargate produzierten und von Ne-Yo geschriebenen Liebesballaden enthalten einen pop-orientierten Sound mit R&B-Einflüssen mit zart geschlagenen akustischen Gitarren. Einige ihrer schnelleren Dance-Pop-Lieder wurden von Carl Sturken und Evan Rogers, Christopher Stewart und J. R. Rotem produziert. Rihannas Stücke enthalten auch Samples aus anderen Stücken wie Soft Cells Tainted Love in SOS, New Orders Blue Monday in Shut Up and Drive und dem aus den 1970ern stammenden Stück Soul Makossa von Manu Dibango in Don’t Stop the Music, das einen Teil des Refrains von Michael Jacksons Wanna Be Startin’ Somethin’ enthält.

### Einflüsse und Rezeption
Rihanna bezeichnet Mariah Carey, Madonna und Janet Jackson als ihre Vorbilder. Beyoncé hat ebenfalls einen starken Einfluss auf Rihannas Musik. Laut Rihanna begann sie mit dem Singen, nachdem sie Beyoncé bei einem Auftritt mit Destiny’s Child gesehen hat. Weitere musikalische Einflüsse kommen von Bob Marley (für ihn baute Rihanna in ihrem Zuhause in Los Angeles einen Schrein), Alicia Keys, Whitney Houston, Destiny’s Child, Céline Dion, Brandy und Gwen Stefani.
Jon Bream von der Star Tribune kommentiert: „In der Tradition von Madonna und Janet Jackson ist Rihanna das Video-Biest der 2000er geworden … Rihanna hat den Schmollmund, die langen Beine und stilbildende Frisuren perfektioniert.“ George Epaminondas vom Magazin InStyle findet Rihannas Musikvideos „cineastisch“, wegen ihrer „Mischung aus Insel-Rhythmen und swingendem Pop und … schelmischer Sinnlichkeit.“
In Barbados wurde 2017 eine Straße nach ihr benannt.

### Öffentliche Wahrnehmung

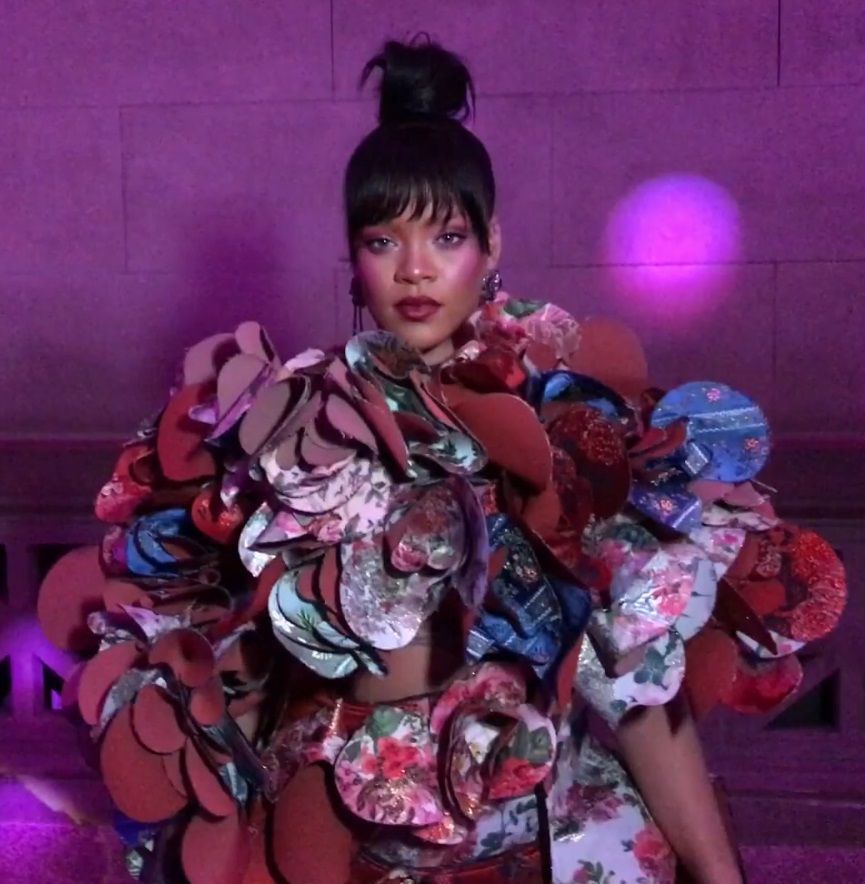
Rihanna (2017)

Zu Beginn ihrer Karriere besaß Rihanna das Image einer Reggae-Musikerin. Zudem wurde sie des Öfteren mit Beyoncé Knowles verglichen, was Rihanna selbst als negativ empfand, da sie oftmals als „Kopie“ von Knowles bezeichnet wurde. Laut damaligen Medienberichten ähnelten sich vor allem Aussehen und Musikstil der beiden Künstlerinnen.
Mit der Veröffentlichung ihres dritten Studioalbums Good Girl Gone Bad veränderte sich das öffentliche Bild der Künstlerin. Dieser Imagewechsel schlug sich sowohl in ihrer Musik als auch in ihrem öffentlichen Auftreten nieder. Von nun an wurde der Kleidungsstil der Sängerin gewagter. 2009 fasste Tracey Lomrantz, Autorin beim Glamour, Rihannas Stil wie folgt zusammen: „Wenn Stil-Risiken in Meilen gemessen werden würden, hätte Rihanna den Globus schon tausendmal umkreist.“ Aufgrund ihres Kleidungstils landete sie 2008 auf der Liste der 10 Best Dressed Stars of 2008 des Magazins People.
Im Oktober 2011 wurde sie von den Lesern des US-Magazins Esquire zur Sexiest Woman Alive gewählt. Im August 2010 wurde eine Wachsfigur von Rihanna im Madame Tussauds in Washington, D.C. enthüllt.

### Erfolge und Rekorde
Rihanna stellte mehrere Rekorde in den deutschen Singlecharts und in den Billboard Hot 100 auf. So waren im November 2008 acht Songs ihres Albums Good Girl Gone Bad gleichzeitig in den Hot-100-Charts, was zuvor nur Shania Twain gelungen war. Vom 8. Juni 2007 bis 15. Mai 2009 war sie für 100 Wochen ununterbrochen in den deutschen Single-Charts vertreten, solange wie keine andere Künstlerin. Damit liegt sie auf dem dritten Platz hinter Michael Jackson und den Backstreet Boys. In den britischen Charts hält sie mit Umbrella den Rekord mit der längsten Platz-eins-Platzierung. Darüber hinaus ist sie die einzige Künstlerin mit insgesamt acht Platz-eins-Platzierungen in den Billboard Pop Songs in den USA. 2010 konnte sich Rihanna im Guinness-Buch der Rekorde mit dem Erfolg ihrer Single Umbrella als „Best-Selling Download Female Artist in the U.K.“ platzieren. Nachdem sich Rihanna schon 2010 im Guinness-Buch der Rekorde platzieren konnte, schaffte sie es auch, sich in der 2012er Ausgabe mit ihren vier Nummer-eins-Hits in den Billboard Hot 100 im Jahr 2010 als „Künstlerin mit den meisten Nummer-eins-Hits in einem Jahr“ platzieren zu können.

## Soziales Engagement

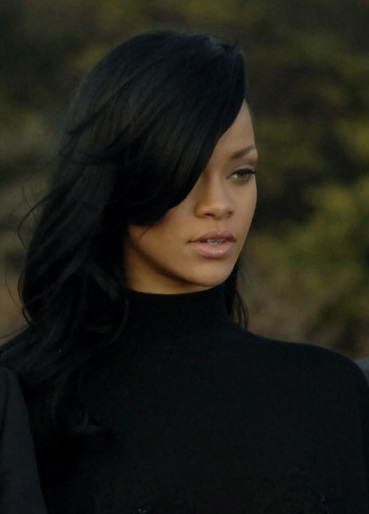
Rihanna (2012)

Rihanna schloss sich 2006 der Believe Foundation an, einer Spendenorganisation, die sich für krebskranke Kinder einsetzt. Am 7. Juli 2007 trat Rihanna im Rahmen der Live-Earth-Konzerte in der japanischen Stadt Chiba auf. 2008 beteiligte sie sich an dem Wohltätigkeitsprojekt Stand Up to Cancer und sang mit vielen anderen Sängerinnen den Benefizsong Just Stand Up! ein. Seit 2008 unterstützt Rihanna zusammen mit der Believe Foundation den internationalen Ableger DKMS Americas der Deutschen Knochenmarkspenderdatei (DKMS) und konnte 2009 dazu beitragen, das Leben der 41-jährigen Mutter Lisa Gershowitz Flynn zu retten, indem sie dazu aufrief, sich bei der DKMS zu registrieren, woraufhin sich über 5000 neue Knochenmarkspender meldeten und 2000 potenzielle neue Spender gefunden werden konnten. Am 28. April 2011 nahm sie an der fünften DKMS-Gala, die Leukämieerkrankte unterstützt, in New York City teil. In einem Interview sagte sie, dass ihr das Thema Leukämie sehr wichtig sei, weil vor allem Kinder an dieser Krankheit erkrankten. Sie erhielt einen Preis für ihr Engagement.
Nach dem Erdbeben in Haiti im Januar 2010 schloss sich Rihanna der Hilfsorganisation Hope for Haiti Now an und trat bei der dazugehörigen Spendengala neben vielen weiteren Stars auf. Sie sangen gemeinsam den Song Stranded (Haiti Mon Amour). Der Erlös ging ebenfalls an Hope for Haiti Now. Nach der Erdbeben-, Tsunami- und Atom-Katastrophe in Japan im März 2011 beteiligte sich Rihanna an einem Benefiz-Album, dessen Erlös für das Japanische Rote Kreuz gespendet wird. Rihanna stellte ihre Single „Only Girl (In the World)“ zur Verfügung. Am 11. Juli 2011 trat Rihanna im Rahmen ihrer Loud Tour in Birmingham (Alabama) auf. Die Einnahmen dieses Konzerts waren für die Opfer der Tornado-Katastrophe im April 2011 in Alabama bestimmt. Etwa 175.000 US-Dollar wurden eingenommen.
Im März 2011 wurde Rihanna Teil der UNICEF-Kampagne Celebrity Tap Water, bei der Stars ihr eigenes Leitungswasser in Flaschen abfüllen und im Internet versteigern. Das eingenommene Geld wird für Menschen in Ländern, die Probleme mit der Wasserversorgung haben, eingesetzt.
Im März 2012 setzte sich Rihanna außerdem dafür ein, dass die Kampagne Kony 2012 Aufmerksamkeit erlangt.
Im Oktober 2012 gründete sie im Namen und Gedenken an ihre mütterlichen Großeltern die Clara Lionel Foundation für sozial benachteiligte Menschen. Die Stiftung konzentriert sich besonders auf die Bereiche Gesundheit, Bildung, Kunst und Kultur.
Anlässlich des Welt-Aids-Tages 2016 unterstützte Rihanna Prinz Harry in seinem Engagement für Aidskranke, indem sie sich mit ihm gemeinsam öffentlich einer Blutuntersuchung unterzog.
Im Februar 2017 wurde sie von der Harvard Foundation der Harvard-Universität als „Humanitäre des Jahres 2017“ ausgezeichnet. Aufgrund ihres sozialen Engagements, ihrer Clara Lionel Foundation und für den Bau eines Brustkrebs-Behandlungszentrums in Bridgetown auf Barbados wurde ihr dieser Preis verliehen.
Aus Solidarität mit Colin Kaepernick und den Protesten gegen Rassismus sagte Rihanna einen Auftritt beim Super Bowl 2019 ab.

## Diskografie
Studioalben

| Jahr | Titel Musiklabel                            | Höchstplatzierung, Gesamtwochen, AuszeichnungChartplatzierungen (Jahr, Titel, Musiklabel, Platzierungen, Wochen, Auszeichnungen, Anmerkungen) | Höchstplatzierung, Gesamtwochen, AuszeichnungChartplatzierungen (Jahr, Titel, Musiklabel, Platzierungen, Wochen, Auszeichnungen, Anmerkungen) | Höchstplatzierung, Gesamtwochen, AuszeichnungChartplatzierungen (Jahr, Titel, Musiklabel, Platzierungen, Wochen, Auszeichnungen, Anmerkungen) | Höchstplatzierung, Gesamtwochen, AuszeichnungChartplatzierungen (Jahr, Titel, Musiklabel, Platzierungen, Wochen, Auszeichnungen, Anmerkungen) | Höchstplatzierung, Gesamtwochen, AuszeichnungChartplatzierungen (Jahr, Titel, Musiklabel, Platzierungen, Wochen, Auszeichnungen, Anmerkungen) | Anmerkungen                                                   |
| Jahr | Titel Musiklabel                            | DE | AT | CH | UK | US | Anmerkungen                                                   |
| ---- | ------------------------------------------- | --- | --- | --- | --- | --- | ------------------------------------------------------------- |
| 2005 | Music of the Sun Def Jam Recordings (UMG)   | DE31 Gold · (7 Wo.)DE | AT45 (5 Wo.)AT | CH38 (10 Wo.)CH | UK35 Gold · (10 Wo.)UK | US10 Platin · (35 Wo.)US | Erstveröffentlichung: 12. August 2005 Verkäufe: + 1.415.000   |
| 2006 | A Girl Like Me Def Jam Recordings (UMG)     | DE13 Platin · (37 Wo.)DE | AT21 (23 Wo.)AT | CH6 Platin · (39 Wo.)CH | UK5 ×2Doppelplatin · (43 Wo.)UK | US5 ×2Doppelplatin · (45 Wo.)US | Erstveröffentlichung: 10. April 2006 Verkäufe: + 3.385.000    |
| 2007 | Good Girl Gone Bad Def Jam Recordings (UMG) | DE4 ×4Vierfachplatin · (… Wo.)DE | AT3 Platin · (75 Wo.)AT | CH1 ×3Dreifachplatin · (… Wo.)CH | UK1 ×8Achtfachplatin · (203 Wo.)UK | US2 ×7Siebenfachplatin · (163 Wo.)US | Erstveröffentlichung: 30. Mai 2007 Verkäufe: + 12.603.002     |
| 2009 | Rated R Def Jam Recordings (UMG)            | DE4 Platin · (41 Wo.)DE | AT7 (22 Wo.)AT | CH1 Platin · (43 Wo.)CH | UK9 ×2Doppelplatin · (74 Wo.)UK | US4 ×2Doppelplatin · (45 Wo.)US | Erstveröffentlichung: 20. November 2009 Verkäufe: + 3.428.000 |
| 2010 | Loud Def Jam Recordings (UMG)               | DE2 ×2Doppelplatin · (… Wo.)DE | AT3 Gold · (40 Wo.)AT | CH1 ×2Doppelplatin · (74 Wo.)CH | UK1 ×7Siebenfachplatin · (112 Wo.)UK | US3 ×5Fünffachplatin · (75 Wo.)US | Erstveröffentlichung: 12. November 2010 Verkäufe: + 8.693.000 |
| 2011 | Talk That Talk Def Jam Recordings (UMG)     | DE3 Gold · (18 Wo.)DE | AT1 Gold · (10 Wo.)AT | CH1 Platin · (32 Wo.)CH | UK1 ×3Dreifachplatin · (58 Wo.)UK | US3 ×3Dreifachplatin · (55 Wo.)US | Erstveröffentlichung: 18. November 2011 Verkäufe: + 4.598.000 |
| 2012 | Unapologetic Def Jam Recordings (UMG)       | DE3 ×3Dreifachgold · (36 Wo.)DE | AT5 Platin · (20 Wo.)AT | CH1 Platin · (40 Wo.)CH | UK1 ×3Dreifachplatin · (38 Wo.)UK | US1 ×3Dreifachplatin · (80 Wo.)US | Erstveröffentlichung: 19. November 2012 Verkäufe: + 4.970.500 |
| 2016 | Anti Roc Nation (UMG)                       | DE3 Gold · (32 Wo.)DE | AT7 Platin · (13 Wo.)AT | CH2 (38 Wo.)CH | UK7 ×2Doppelplatin · (66 Wo.)UK | US1 ×6Sechsfachplatin · (… Wo.)US | Erstveröffentlichung: 27. Januar 2016 Verkäufe: + 7.885.000   |

## Tourneen
- Rihanna: Live in Concert Tour (2006)
- Good Girl Gone Bad Tour (2007–09)
- Last Girl on Earth Tour (2010–11)
- Loud Tour (2011)
- 777 Tour (2012)
- Diamonds World Tour (2013)
- The Monster Tour (mit Eminem) (2014)
- Anti World Tour (2016)

## Auszeichnungen und Ehrungen
Rihanna gewann unter anderem neun Grammy Awards, achtzehn Billboard Music Awards und zwei BRIT Awards. Außerdem wurde sie mit mehreren MTV Video Music Awards, MTV Europe Music Awards, American Music Awards, NRJ Music Awards, People’s Choice Awards und Teen Choice Awards ausgezeichnet. 2016 erhielt sie einen Ehrenpreis von MTV überreicht, den Michael Jackson Vanguard Award.
In ihrer Heimat Barbados erhielt sie rund 50 Barbados Music Awards. Der 21. Februar wurde hier zum Rihanna Day ernannt. Im Rahmen der Feierlichkeiten zur Ausrufung der Republik in Barbados wurde sie 2021 zur Nationalheldin erklärt.

## Filmografie

### Filme
- 2006: Girls United – Alles oder Nichts (Gastrolle)
- 2012: Battleship (Nebenrolle)
- 2013: Das ist das Ende (Gastrolle)
- 2014: Annie (Gastrolle)
- 2015: Home – Ein smektakulärer Trip (Synchronstimme)
- 2016: The First Monday in May (Dokumentation)
- 2017: Valerian – Die Stadt der tausend Planeten (Nebenrolle)
- 2018: Ocean’s 8 (Hauptrolle)
- 2019: Guava Island (Hauptrolle)
- 2019: Savage X Fenty Show (Produzentin)
- 2020: Savage X Fenty Show Vol. 2 (Produzentin)
- 2021: Savage X Fenty Show Vol. 3 (Produzentin)
- 2022: Savage X Fenty Show Vol. 4 (Produzentin)
- 2025: Die Schlümpfe: Der große Kinofilm (Synchronstimme)

### Fernsehen
- 2005: Las Vegas (Folge „Über den Tisch gezogen“ (Staffel 3, Episode 6))
- 2006: My Super Sweet 16 (Folge „Darnell“ (Staffel 3, Episode 7))
- 2006: Punk’d (Staffel 3, Episode 8)
- 2009, 2010, 2012: Saturday Night Live, Folgen:
  - „Blake Lively/Rihanna“ (Staffel 35, Episode 8)
  - „Jon Hamm/Rihanna“ (Staffel 36, Episode 5)
  - „Eli Manning/Rihanna“ (Staffel 37, Episode 20)
- 2011: Das Hausbau-Kommando – Trautes Heim, Glück allein (Folge „The Jubilee House/Marshall Family“ (Staffel 9, Episode 1))
- 2011: The X Factor (Gastjuror, Folgen „Jury Haus #1–#3“ (Staffel 1, Episoden 7–9)
- 2012: Styled to Rock (Juror)
- 2017: Bates Motel (Fernsehserie, 2 Folgen)